# Wąsaczek żółtoczelny
Wąsaczek żółtoczelny (Pogoniulus chrysoconus) – gatunek małego ptaka z rodziny tukanowatych (Ramphastidae). Występuje w Afryce na południe od Sahary.
Znaczenie nazwy naukowej
Nazwa rodzajowa Pogoniulus jest zdrobnieniem od nazwy rodzaju Pogonias (obecnie Lybius), co oznacza „brodaty”. Nazwa gatunkowa chrysoconus pochodzi od greckich słów khrusos (złoto) oraz konos (szczyt hełmu).
Podgatunki i zasięg występowania
Wyróżnia się następujące podgatunki:
- P. c. chrysoconus (Temminck, 1832) – południowo-zachodnia Mauretania i Senegal do północno-zachodniej Etiopii, północno-zachodniej Tanzanii oraz północnej Demokratycznej Republiki Konga
- P. c. extoni (Layard, EL, 1871) – Angola do południowej Tanzanii i południowego Mozambiku oraz północna Republika Południowej Afryki
- P. c. xanthostictus (Blundell & Lovat, 1899) – południowo-zachodnia i centralna Etiopia

Habitat
Suche zadrzewione tereny, zarośla, nadrzeczne i górskie lasy oraz zadrzewienia na sawannie.
Morfologia
Długość ciała wynosi 10,5–12 cm, zaś masa ciała 8–20 g. Długość dzioba wynosi 13 mm, skrzydła 61 mm, ogona 33 mm, zaś skoku 14 mm. Dziób czarny. Czoło żółte, oddzielone czarno od dzioba. Wierzch głowy czarny w białe plamki, podobnie jak i kark. Paski policzkowy, przyżuchwowy i podbródkowy czarne. Pozostała część głowy biała. Gardło, pierś i brzuch jasnożółte, lecz pióra u nasady szare. Pokrywy skrzydłowe żółto-biało-czarne, zaś lotki ciemnoszare, żółto i biało obrzeżone. Sterówki również ciemnoszare, z jasnożółtymi obrzeżeniami.
Pożywienie
Żywi się owocami i owadami. Na terenach żerowania agresywny.
Lęgi
Gniazdo stanowi dziupla w martwym pniu o szerokości wejścia ok. 10 cm. Niekiedy gniazdo jest przejmowane przez głowaczki białolice (Tricholaema leucomelas). W lęgu 2–4 jaja. W inkubacji biorą udział oba ptaki z pary, lecz nie jest znany jej czas. Młode opuszczają gniazdo po 4 tygodniach od wyklucia.
Status
IUCN uznaje wąsaczka żółtoczelnego za gatunek najmniejszej troski (LC, Least Concern) nieprzerwanie od 1988 roku. Liczebność populacji nie została oszacowana, ale ptak ten opisywany jest jako szeroko rozpowszechniony i pospolity. Trend liczebności populacji jest uznawany przez BirdLife International za stabilny ze względu na brak istotnych zagrożeń.